# Athirne
Athirne o Athairne the Importunate era un poeta e un satirico della corte di Conchobar mac Nessa nel Ciclo dell'Ulster della mitologia irlandese. Era il padre adottivo di Amairgin mac Echit, che gli succedette come capo dei poeti nell'Ulster.
Athirne abusò dei privilegi accordati ai poeti, provocando delle guerre. Rubò tre gru da Midir e rifiutò l'ingresso e l'ospitalità a chiunque si avvicinava.
Athirne e i suoi due figli si innamorarono di Luaine che doveva sposare Conchobar. Quando lei li rifiutò, Athirne scrisse una satira su di lei, che si suicidò per la vergogna. Conchobor raccolse tutti gli eroi dell'Ulster, circondò Athirne nella sua casa e la bruciò, uccidendo lui e tutta la sua famiglia.